# Päma
Päma, också känt som Baima, är ett härad i den autonoma prefekturen Golog i Qinghai-provinsen i västra Kina.
Det ligger omkring 430 kilometer söder om provinshuvudstaden Xining. 